# Tony Greig
Pour les articles homonymes, voir Greig.
Anthony William Greig, dit Tony Greig (6 octobre 1946–29 décembre 2012) est un joueur de cricket d'origine sud-africaine, capitaine de l'équipe d'Angleterre de Test, devenu ensuite commentateur sportif pour la télévision. Durant sa carrière sportive, il a joué 58 test-matchs, dont 14 en tant que capitaine ; il a marqué 3 599 courses pour une moyenne à la batte de 40, et pris 141 guichets pour une moyenne au lancer de 32, ce qui fait de lui l'un des meilleurs all-rounders de l'histoire du sport.

## Biographie
Greig naît à Queenstown d'un père écossais, ancien pilote de la Royal Air Force reconverti dans l'entraînement de pilotes sud-africains, et d'une mère sud-africaine. Il apprend le cricket dès l'âge de 6 ans. Il est repéré à 10 ans par des joueurs du Sussex County Cricket Club venus entraîner l'équipe de son école, Queen's College. Après avoir fait ses débuts dans l'équipe du Border Cricket, il est invité à 19 ans à passer l'hiver en Angleterre, en jouant pour le Sussex. Son père accepte de le laisser partir, et lui donne deux ans pour faire ses preuves dans le monde du cricket. Les 156 courses marquées lors de son premier match contre le Lancashire le font définitivement sélectionner.
Greig rejoint l'équipe d'Angleterre de test-match en 1973, l'origine écossaise de son père le rendant éligible. En 1974, il est le protagoniste d'un incident resté célèbre. À la fin du premier test-match de la série contre les Indes occidentales, Bernard Julien bloque la dernière balle de la journée et, supposant la journée terminée, se dirige vers les vestiaires en compagnie d'Alvin Kallicharran, l'autre batteur. Positionné à silly point, la position de champ la plus proche du batteur, Greig ramasse la balle, détruit le guichet situé à l'autre extrémité et fait appel à l'arbitre pour constater un run out. Après un temps d'hésitation, l'arbitre côté lanceur, Douglas Sang Hue, donne Kallicharran out, déclenchant une quasi-émeute dans la foule. Si la décision est techniquement correcte – Kallicharan était hors de sa surface alors que l'arbitre n'avait pas signalé officiellement la fin de la journée – elle est jugée contraire au fair play. L'Angleterre décide finalement de retirer son appel et Kallicharran reprend le match le lendemain. Durant le reste de la série, Greig se signale en marquant 430 courses, pour une moyenne à la batte de 47,7, et en remportant 24 guichets.
Un second incident émaille sa carrière en 1976, toujours contre les Indes occidentales. Récemment devenu capitaine en remplacement de Mike Denness, Greig est interviewé par le programme Sportsnight de la BBC. Agacé par la presse qui vante les mérites des Indes occidentales, Greig déclare :

« Je ne suis pas sûr qu'ils soient aussi bons que tout le monde pense. Ces types, quand ils parviennent à dominer, ils peuvent jouer un cricket magnifique. Mais quand ils sont dominés, ils rampent, et j'ai bien l'intention (…) de les faire ramper,. »

Ces propos déclenchent un tollé en raison de leur connotation raciste. Piquée au vif, l'équipe des Indes occidentales bat l'Angleterre 3-0. Greig lui-même ne parvient pas à déployer son jeu et affronte les moqueries du public, largement caribéen. Lors du quatrième test-match à The Oval, à Londres, plusieurs centaines de spectateurs envahissent le terrain pour le railler quand il est donné out lors de la première manche. Lors de la deuxième manche, Greig se dirige de lui-même vers les tribunes et se met à ramper, mettant ainsi les rieurs de son côté.
L'année suivante, l'équipe d'Angleterre fait une tournée de cinq test-matchs en Inde, où elle n'a pas gagné depuis quinze ans. Elle affronte l'une des plus impressionnantes attaques de spin de l'histoire du jeu, sur des terrains spécialement préparés pour l'Inde. Greig mène malgré tout son équipe à une large victoire dans les trois premiers test-matchs, marquant lui-même un century décisif lors du deuxième test-match. Il parvient également à se faire apprécier du public indien.
En 1977, l'équipe d'Angleterre dispute au Melbourne Cricket Ground en Australie le « test du centenaire » pour célébrer cent ans de test-matches entre les deux nations. Greig livre une prestation honorable et le match se solde par une victoire de l'Australie par 45 courses, exactement le même score que cent ans plus tôt. Peu de temps après, il est présenté à Kerry Packer, magnat des médias australien, qui lui propose de rejoindre la World Series Cricket qu'il est en train de fonder. Packer promet des salaires mirobolants comparés à ceux que gagnaient les joueurs de cricket de l'époque et des matchs plus spectaculaires, de nuit et avec des tenues colorées. Soucieux de sécuriser sa carrière après sa retraite sportive, Greig accepte et sert d'agent à Packer en persuadant les meilleurs joueurs de signer. Or Packer est en conflit avec la fédération australienne, qui considère la nouvelle compétition comme une ligue rebelle. Quand l'affaire est découverte par la presse, Greig est démis de son poste de capitaine et remplacé par Mike Brearley. Il continue néanmoins de jouer pour l'Angleterre et participe à la victoire de celle-ci dans les Ashes de 1977, qui marquent la fin de sa carrière en test-match.
Un mois plus tard, il assigne en justice le Test and County Cricket Board, ancêtre de l'England and Wales Cricket Board actuel, qui veut exclure les joueurs « rebelles » de toutes les formes de cricket international. Considéré comme un traître, il est ostracisé par l’establishment du cricket. Fait unique pour un ancien capitaine de l'équipe de test-match, le Marylebone Cricket Club refuse alors de le coopter. Il décide en 1980 de quitter l'Angleterre pour l'Australie, où il est populaire. Il devient commentateur sportif pour la chaîne australienne Channel Nine, dont Kerry Packer est propriétaire. Il collabore également avec les chaînes britanniques Channel Four et Sky Sports.
Tony Greig meurt le 29 décembre 2012 des complications d'un cancer du poumon.